# 치니자노
치니자노(이탈리아어: Cinigiano)는 이탈리아 토스카나주 그로세토도에 있는 코무네다. 피렌체에서 남쪽으로 100 km, 그로세토에서 북동쪽으로 25km 거리에 있다.